# John Bibby & Co
John Bibby & Co. (1805—1840) — британская компания первой половины XIX столетия, которая выступала в роли морского брокера, судовладельца, агента и оператора своих и чужих парусных судов, агента и оператора направлений (линий) торговли морем. Компания базировалась в Ливерпуле.
В литературе можно найти такие варианты названия компании:
- «John Bibby & Co.»
- «J. Bibby & Со.»
- «Bibby»
- «Bibby & Highfield» — с 1805 по 1821 (или по 1817) года компания имела это название, но одновременно использовалось название «John Bibby & Co.». В 1821 году партнёрство с Джоном Хайгфилдом было разорвано и фирму снова стали называть «John Bibby & Co.»

## Основатели компании
- Джон Бибби (1775-1840) — главный основатель компании, которая названа его именем. Название изменили после його смерти в 1840 году, когда компания перешла к его сыновьям во главе со старшим сыном Джеймсом Бибби: возглавив компанию он обновил название на «John Bibby & Sons».
- Джон Хайгфилд (англ. John Highfield)

## История

### «Bibby & Hall»
В 1801 году была основана компания судовых брокеров «Bibby & Hall», которая базировалась в Ливерпуле, док Дьюкс (англ. Dukes Dock). Основателями были Джон Бибби и Вильям Холл.
В 1803 году начались Наполеоновские войны.

### «John Bibby & Co.»
До 1805 года Джон Бибби вместе с Джоном Хайгфилдом сформировали ответвление Дома предпринимателей занятых брокерством грузов и, как партнёры, они в 1805 году сформировали компанию «John Bibby & Co.» с базой в Ливерпуле. Их первым кораблём был галиот «Margaret», на который они одержали большинство акций — 64 %. Корабль был назван в честь Мери Маргарет Мелард (англ. Mary Margaret Mellard), новой жены Джона Бибби, которая принесла с собою в приданое 2,5000 £ (фунтов) и много энтузиазма для достижения целей Джона Бибби по бизнесу. С такой поддержкой, когда новая компания была сформирована, Джон разрывает все связи с Вильямом Холлом, кроме финансовой связи. С приобретением первого судна «John Bibby & Co.» начала рейсы в Средиземноморье.
В 1806 году Великобритания, как следствие наполеоновских войн, объявила континентальную блокаду от реки Эльба до Бреста. Любой пытающийся пересечь блокаду корабль подлежал захвату и конфискации. Блокада строго ограничила торговые пути в большей части Северной Европы.
В 1807 году компания начала регулярный сервис пакет-судами между Паркгейтом (англ. Parkgate) и Дублином. К этому времени все связи с Вильямом Холлом были разорваны и Джон Бибби имел 64 % акций в семи судах. Так интересы компании, которые начались с организации доставок в прибрежной торговле, были расширены до торговли с Ирландией и Средиземноморьем. Таким образом, с 1807 года компания имела два направления (две линии) деятельности.
Поэтому в литературе мы имеем противоречия:
- деятельность компании «Bibby» началась в 1805 году с «John Bibby & Co.», которая была основана в 1805 году и благодаря приобретению первого судна (но это ещё не линия);[2]
- деятельность «Bibby Line» началась в 1807 году, когда было два направления (две линии) в пакет-сервисе морем.[3]

Первое верно, если говорить о начале деятельности компании «Bibby». Второе верно, если говорить о начале формирования линий «Bibby», тогда «Bibby Lines». Но название компании «Bibby Line Ltd.» появилось только в 1931 году.
Парусные суда компании Mary и Sarah были захвачены и проданы в Вест-Индии в 1810 году, в результате мародёрства французов в период хаоса по всей Европе от действий Наполеона.

### «Bibby & Highfield» и «John Bibby & Co.»
Джон Бибби не строил корабли до 1812 года. К этому году Bibby & Highfield обзавелись смешанным мешком судов, некоторые из которых были построены на реке Мерси владельцами местного уровня, а другие были захвачены каперами в качестве призов от французов или испанцев и проданы на, например, L’Harmonie или Провиденс.
В 1812 году W. Cortney из Честера построил парусник, бригантину, Highfield тоннажем в 142 тягарей (англ. burthen), длиной 70 футов 10 дюймов и шириной 21 фут. Сделанная из древесины и в парусном снаряжении бригантины парусник стал первым судном построенным для «Bibby & Highfield» и «John Bibby & Co.», как менеджеров. Highfield был назван в честь его партнёра Джона Хайгфилда.
На протяжении 1812 года в Ливерпуле даются рекламы с датами отхода судов и название компании «Bibby & Highfield» (так писали в рекламе) вошло в жизнь, однако, сама фирма всё ещё была известна как «John Bibby & Co.».
В 1813 году в Ливерпуле построили парусник Fearon тоннажем в 152 тягарей (англ. burthen), длиной 73 фута 1 дюйм и шириной 22 фута 1 дюйм. Выполненный в древесине и в белоснежном снаряжении парусника он был словно сестра, относительно к «Bibby», и был завершён для «Bibby», Highfield & Fearon. Джозеф Фиерон (англ. Joseph Fearon) был брокером грузов и сберегал свой товар на складах, которые принадлежали «Bibby», до погрузки на судно «Bibby». Он владел акциями на несколько судов «Bibby».
Некоторые источники почему-то пишут, что «John Bibby & Co.» была сформована в 1817 году.

### «John Bibby & Co.»
В 1821 году партнёрство с Джоном Хайгфилдом было разорвано, но он оставался близким деловым партнёром, который всё ещё разделял с Джоном Бибби тот же офис. В те дни партнёры имели одинаковые обязательства и ответственность за доходы и убытки. И, если один из партнёров считает, что у него не было достаточного капитала для встречи с потенциальными обязательствами, это соответственно привело бы к роспуску партнёрства. Однако, компания осталась как «John Bibby & Co.».
В 1827 году «John Bibby & Co.» по-прежнему описывается как «торговцы железом и судовладельцы», что свидетельствует о том, что металлургический завод был первопричиной деятельностью.
«John Bibby & Co.» стали основными поставщиками меди листового материала для многих ведущих британских верфях для облицовки парусных судов. Самым известным был «HMS Victory».
В 1830 году «Bibby» взяла участие в, так называемом, «Waghorn Route», — поезд верблюдов и лошадей перевозящих грузы и пассажиров из Александрии в Суэц, чтобы спасти 4500 миль путешествия вокруг Африки.
Когда в апреле 1834 года была отменена монополия Почётной Ост-Индийской компании, «John Bibby & Co.» решила отправляти свои суда к островам Пряностей и к Индии. Сначала торговля была спазматичной, но в меру развития рейсов компании в этом направлении интерес в предприятии рос.

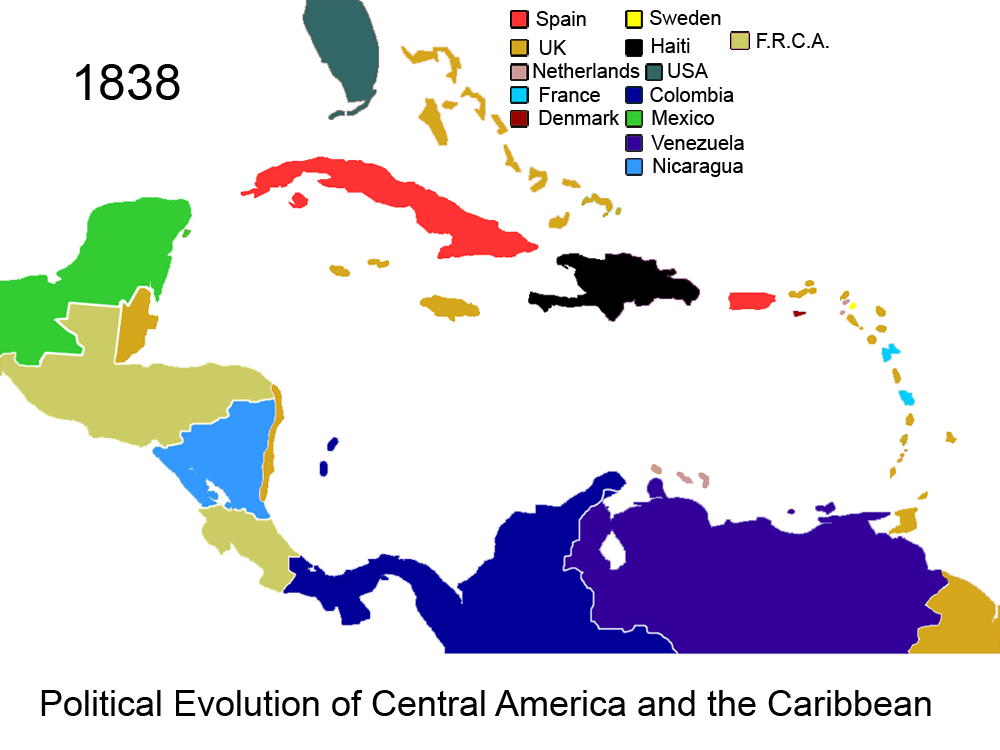
Карта Вест-Индии в 1838 году, когда парусные суда «John Bibby & Co.» ходили в этот регион.

В 1836 году компания владела 18 кораблями и торговала в направлениях Лисабон, Средиземноморье, Южная Америка и Бомбей с случайным посещением Кантона, единственный китайский порт открытый для них во время чайного сезона. В том же году, для того, чтобы сыновья Джона Бибби могли войти в бизнес, все деловые связи с Джоном Хайгфилд в Доме были разорваны, и он создал брокерский бизнес для судов и стал судовладельцем в «своём собственном праве, хотя и в малой степени».
В 1838 году «John Bibby & Co.» стала коммерческим агентом «Bolivar Mining Association». В 1838 году они купили у Вильяма Китса (англ.  William Keates) медеплавильный завод «Ravenhead Copper Works».
В 1839 году медеплавильный бизнес был создан вдоль реки Мерси у Сикомб (англ. Mersey at Seacombe), который, кроме расширения торговли железом, включил Джона Бибби в производство своего собственного медно-листового покрытия, которым покрывали днища деревянных корпусов судов. Довольно неплохо оказалось делать бизнес с металлургическим заводом. В 1839 году Джон Бибби запустили медеплавильный завод в Сент-Хеленс, в нескольких милях к востоку от Ливерпуля, который производил медные слитки, плитки и бруски, а также медный прокатный стан в Сикомб (только пересечь реку Мерси в районе от медеплавильного завода у Герцогского Дока (англ. Duke’s Dock)), производящий обожжённые в топке пластины, болты, обшивку и жаровни.
Принадлежавшая компании бригантина Highfield была продана на слом в 1839 году имея редкое отличие, — она служила только одному владельцу все свои 27 лет.

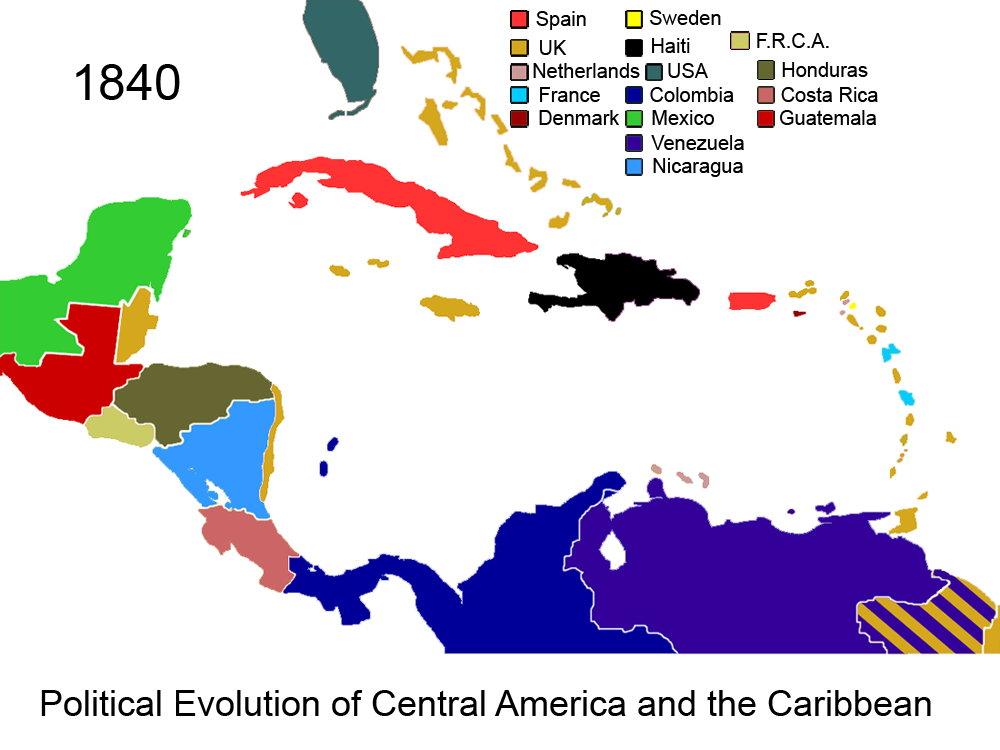
Карта Вест-Индии в 1840 году.

Семья Бибби перенесла трагедию в 1840 году, когда, 19 июля 1940 года 65-летний Джон Бибби, который возвращался в свой дом на Маунт-Плезант в Линакр Марш, подвергся нападению и избиению разбойниками, которые отобрали у него охотничьи часы и ничего больше. Джон Бибби в бессознательном состоянии был брошен ими в пруд, где и утонул. В то время три из четырёх его сыновей были заняты в бизнесе:
- Джеймс Дженкинсон Бибби, самый младший был офис-менеджером в Ливерпуле, где он и оставался.
- Джон Бибби младший был агентом своего отца в Индии и вернулся в Ливерпуль после смерти его отца.
- Джозеф Меллард Бибби был партнёром, но в большей степени сосредоточен на бизнесе с металлами, а не в части судоходства.
- Томас, четвёртый сын, ушёл в церковь.[9]

После смерти Джона Бибби в 1840 году бизнес перешёл к его сыновьям, компания «John Bibby & Co.» претерпела рестайлинг и, в знак уважения к их отцу, стала называться «John Bibby & Sons». Последний сын Джеймс Бибби возглавил правление после смерти отца и был в правлении до 1873 года, когда Фредерик Ричардс Лейлэнд одержал контрольный пакет акций и взял правление на себя. Также в 1840 году компания прекратила свой сервис пакет-судами между Паркгейтом (англ. Parkgate) и Дублином.

## Торгово-пассажирские направления обслуживаемые парусными судами компании «John Bibby & Co.»
- 1801—1870 Ливерпуль — перевозки вдоль побережья
- 1804—1815 Ливерпуль — Балтика (период Наполеоновских войн)
- 1805—1873 Ливерпуль — Средиземноморье
- 1830-х — Ливерпуль — Южная Америка
- Где-то с 1830-х — Ливерпуль — Вест-Индия / Британская Гвиана (British Guiana)
- 1834 — Ливерпуль — Бомбей / Дальний Восток
- 1807—1840 Паркгейт — Дублин — сервис пакет-судами.